# Datakredsløb
Et datakredsløb er en dataforbindelse mellem to stykker datakredsløbsterminerende udstyr (Data Circuit-terminating Equipment, DCE). Andre ord for termen datakredsløb er kommunikationskanal eller datalinje.
| Telekommunikation | Spire Denne artikel om telekommunikation er en spire som bør udbygges. Du er velkommen til at hjælpe Wikipedia ved at udvide den. |